# ARC-Syndrom
Das ARC-Syndrom, Akronym für Arthrogryposis multiplex congenita, Renale Funktionsstörung und Cholestase, ist eine sehr seltene angeborene Erkrankung mit den namensbildenden Hauptmerkmalen angeborene Gelenksteife, Nierenfunktionsstörung und Gallenstau.
Synonyme sind: Arthrogrypose - Nierenfunktionsstörung – Cholestase
Die Erstbeschreibung stammt aus dem Jahre 1979 durch die französischen Pathologen C. Nezelof und Mitarbeiter.
Allerdings hatten A. R. Lutz-Richner und R. F. Landolt bereits 1973 eine Kombination von familiärer Gallengangsfehlbildung und tubulärern Niereninsuffizienz beschrieben.

## Verbreitung
Die Häufigkeit wird mit unter 1 zu 1.000.000 angegeben, bislang wurde über weniger als 100 Betroffene berichtet. Die Vererbung erfolgt autosomal-rezessiv.

## Ursache
Je nach zugrunde liegender Mutation können folgende Typen unterschieden werden:
- Typ 1, in 75 % der Familien, Mutationen im VPS33B-Gen auf Chromosom 15 Genort q26.1, das am  intrazellulären Proteintransport und an der Membranfusion beteiligt ist[4]
- Typ 2, Mutationen im VIPAS39-Gen auf Chromosom 14 Genort q24.3[5]

## Klinische Erscheinungen
Klinische Kriterien sind:
- Manifestation im Neugeborenen- oder Kindesalter
- Nierenfunktionsstörung von isolierter renaler tubulärer Azidose bis Fanconi-Syndrom
- im Blutserum verminderte Aktivität der Gammaglutamyl-Transferase
- Leberveränderungen mit Cholestase, Gallengangatresie, Ablagerung von Lipofuszin
- Ausgeprägte Gedeihstörung
- Blutungsneigung aufgrund einer Dysfunktion der Thrombozyten
- Gesichtsauffälligkeiten, tiefsitzende Ohren, schlaffe Haut, hoher Gaumenbogen, schnabelförmige Nase, kleine vordere Fontanelle
- rezidivierende Fieberschübe und Durchfälle
- begleitende Hirnfehlbildungen und Schallempfindungs-Schwerhörigkeit

## Differentialdiagnose
Abzugrenzen sind:
- Byler-Syndrom (familiäre progrediente intrahepatische Cholestase)
- andere Formen der Arthrogryposis multiplex congenita

## Therapie
Lediglich eine symptomatische Behandlung der metabolischen Azidose und der Cholestase sind derzeit möglich. Viele Betroffene versterben bereits im ersten Lebensjahr oder entwickeln eine Leberzirrhose.